# Castel Groupe
Castel Groupe, транскрипция «кастель групп» (в переводе с англ. — «группа кастель») — французская компания, специализирующаяся на производстве и дистрибуции алкоголя. Владеет предприятиями и агропромышленными комплексами в Европе и Африке. В 2019 году компания занимала третье место в мире по производству вина и десятое по производству пива. В 2020 произвела 630 миллионов бутылок вина, а всего за год продала около 4,6 млрд бутылок различных напитков. Владелец и руководитель компании — Пьер Кастель.

## История компании
Компания начала свою работу в 1949 году. Её основали Пьер, его трое братьев и сестра. Компания начала с экспорта вина во франкоговорящие страны Западной Африки. Напиток было легче транспортировать в бочках, поэтому бутилировать его начали в местах прибытия. Позднее эти конвейеры стали использовать для розлива безалкогольной продукции. В 1990 году Кастель приобрёл сеть африканских пивоварен Société des Brasseries et Glacières Internationales (BGI), и с этого начался его путь в пивном бизнесе, в котором он концентрировался именно на этом континенте. В 2001 году был подписан контракт с South African Breweries (SAB), которая являлась крупнейшим производителем пива в регионе. После сделки африканский рынок стал поделён — франкофонная часть континента отошла Groupe Castel, а англоговорящая — компаньонам. Партнёры обменялись акциями, после чего Кастелю стало принадлежать 38 % африканского бизнеса SAB, а компаньонам в свою очередь — 20 % бизнеса Пьера. В эту сделку не были включены активы South African Breweries. в южной Африке. Пивной бизнес компании состоит из 41 пивоварни в Африке. Это позволило Groupe Castel выйти на второе место по объёму продаж напитка на континенте. В 2007 году компания начала выращивать оливковые деревья в Марокко для производства масла.
В 2020 году компания Castel Group была на первом месте по объёму продажи вина во Франции. Там ей принадлежит 21 винодельческое хозяйство. Половина объёма производимого напитка бутилируется, четверть разливается в коробки, для оставшегося объёма используются другие виды тары.
В июле 2022 года Национальная антитеррористическая прокуратура Франции возбудила предварительное расследование в отношении группы Кастеля за соучастие в преступлениях против человечности..

## Структура компании
В компанию входит 250 дочерних предприятий. Количество сотрудников — 37 000 человек. Критики утверждают, что компания максимально использует налоговые лазейки и использует серые схемы оптимизации. Основные активы — BGI, которая специализируется на деятельности в Африке, и винная компания Castel Frères, управляются холдинговыми компаниями и трастами, расположенными в Гибралтаре, Сингапуре, Мальте, Люксембурге и Гонконге. Основная стратегия роста компании это поглощение других бизнесов.
Дистрибуцией продукции занимаются 26 торговых домов по всему миру. Рынки продаж делятся на пять зон по степени важности для компании. В первый входят европейские страны — Великобритания, Нидерланды, Бельгия и Германия. Второй сектор — Китай, Россия, Африка. Далее идут европейские страны, которые не попали в первый список и ближневосточные страны. В четвертую категорию попали страны Азии. Замыкают список приоритетных рынков Соединенные Штаты Америки, Канада и Латинская Америка.
Немаловажным фактором успеха компании является по мнению экспертов возможность соблюдать единые стандарты качества на всех рынках — от массмаркета до премиальных брендов, таких как Château Beychevelle, Château Ferrande. Всего таких хозяйств в активе компании 23. Еще три находятся в совместной собственности с партерами.
Большое внимание менеджмент компании уделяет правильной дистрибуции. Например, розничным дистрибьютерам предлагаются условия, при которых их прибыль не должна опускаться ниже 20 %. Также им предлагаются различные маркетинговые ходы, при которых, например, каждая четвертая бутылка достается продавцам бесплатно или даются предложения по кэшбеку. У компании есть собственная ритейловая сеть — магазины под брендом Nicolas. В 2014 году их было более пяти сотен в разных частях света.
С точки зрения маркетинга компания уделяет большое внимание удобству упаковки напитка и тенденции выбора фруктовых нот в продукции.
Многие руководящие посты в компании занимают родственники Пьера Кастель. В 2012 году оборот компании равнялся 2,9 млрд долларов в год. Совокупная стоимость активов семьи оценивается в 14 млрд долларов. Совокупная площадь, которую занимали активы компании во Франции в 2014 году равнялась 1400 гектарам.

## Пьер Кастель
Пьер Кастель родился 17 октября 1926 года в Берсоне, недалеко от Бордо. Его родители были иммигрантами из Испании. Он был шестым по счету ребенком в семье, в которой было 9 детей. С 12 лет Пьер начал работать на виноградниках. У него есть дочь, которая не пошла по стопам отца в алкогольный бизнес.